# 角閃石

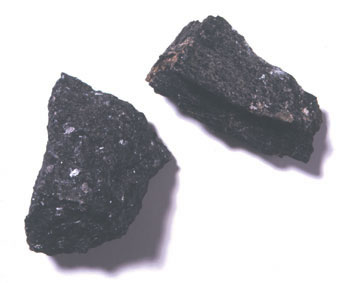
普通角閃石

角閃石（かくせんせき、英語: amphibole、アンフィボール）はケイ酸塩鉱物のグループ名。結晶構造と化学組成により細かく分類され、日本語名には「〜閃石」という名前がついている。水酸基 (OH−
) を持つ含水鉱物としても有名。

## 種類
2012年、国際鉱物学連合 (IMA) の新鉱物・鉱物名委員会 (CNMMN) により、角閃石グループは187種類に整理された。ただし、新発見及び承認待ちの種類があるため、記載種及びグループの数は増え続けている。詳細は各グループおよび鉱物種を参照。これにより、長く使われてきた普通角閃石は鉱物名としては消滅し、「苦土普通角閃石グループ」となった。
これらのグループは、一般にはマグネシウムとアルミニウムを端成分とした鉱物名がルート名として採用されるが、名称を変更すると混乱をきたすとして、ヘスティング閃石（鉄とアルミニウム）、アルベゾン閃石とリーベック閃石（鉄と鉄）のみ端成分が異なる。また、緑閃石は本来透閃石に統一されるべきであるが、上記の理由と色彩、産状の違いから独立種とされた。これらの不一致は、しばしば分類上混乱を引き起こしている。
堀秀道は、角閃石の細分化が中等教育や鉱物コレクターにとって問題となり、結果角閃石が敬遠されることを危惧し、専門家と鉱物アマチュアと教育者が相談して、学術的な分類とは別に角閃石の野外名の基準を作ることを提案しているが、「三者は一般にあまり仲がよくないので、実現の見込みは残念ながらとぼしい」と述べている。

### 角閃石グループ

#### グループ1
- Mg-Fe-Mn-Li斜方角閃石サブグループ (Mg-Fe-Mn-Li Ortho-Amphibole Subgroup)[6]
  - 礬土直閃石 (Gedrite)
  - ソーダ直角閃石 (Sodic-ferro-anthophyllite)
  - ソーダ鉄礬土直閃石 (Sodic-ferrogedrite)
  - ソーダ直閃石 (Sodicanthophyllite)
  - ソーダ礬土直閃石 (Sodicgedrite)
- Mg-Mn-Fe-Li単斜角閃石サブグループ (Mg-Mn-Fe-Li Clino-Amphibole Subgroup)[7]
  - マンガノカミントン閃石 (Manganocummingtonite)
  - マンガノグリュネル閃石 (Manganogrunerite)

#### グループ2
- カルシウム角閃石サブグループ (Calcium Amphibole Subgroup)[8]
  - カンニッロ閃石グループ (Cannilloite Group)[9]
    - カンニッロ閃石 (Cannilloite)
    - 第二鉄カンニッロ閃石 (Ferri-cannilloite)
    - フッ素第二鉄カンニッロ閃石 (Ferri-fluoro-cannilloite)
    - 第一鉄カンニッロ閃石 (Ferro-cannilloite)
    - 第一鉄第二鉄カンニッロ閃石 (Ferro-ferri-cannilloite)
    - フッ素第一鉄第二鉄カンニッロ閃石 (Ferro-ferri-fluoro-cannilloite)
    - 第一鉄カンニッロ閃石 (Ferro-fluoro-cannilloite)
    - フッ素カンニッロ閃石 (Fluor-cannilloite)

  - エデン閃石グループ (Edenite Group)[10]
    - エデン閃石 (Edenite)
    - 鉄エデン閃石 (Ferro-edenite)
    - フッ素鉄エデン閃石 (Ferro-fluoro-edenite)
    - フッ素エデン閃石 (Fluoro-edenite)
    - 塩素カリ鉄エデン閃石 (Potassic-ferro-chloro-edenite)

  - ヘイスティングス閃石グループ (Hastingsite Group)[11]
    - フッ素ヘイスティングス閃石 (Fluoro-hastingsite)
    - ヘイスティングス閃石 (Hastingsite)
    - フッ素苦土ヘイスティングス閃石 (Magnesio-fluoro-hastingsite)
    - 苦土ヘイスティングス閃石 (Magnesio-hastingsite)
    - フッ素カリヘイスティングス閃石 (Potassic-fluoro-hastingsite)
    - 塩素カリヘイスティングス閃石 (Potassic-chloro-hastingsite)
    - カリヘイスティングス閃石 (Potassic-hastingsite)
    - 苦土カリヘイスティングス閃石 (Potassic-magnesio-hastingsite)

  - ジョースミス閃石 (Joesmithite)[12]
  - 苦土普通角閃石グループ (Magnesio-hornblende Group)[13]
    - フッ素第一鉄第二鉄普通角閃石 (Ferro-ferri-fluoro-hornblende)
    - 第一鉄第二鉄普通角閃石 (Ferro-ferri-hornblende)
    - フッ素第一鉄普通角閃石 (Ferro-fluoro-hornblende)
    - 第一鉄普通角閃石 (Ferro-hornblende)
    - フッ素苦土第二鉄普通角閃石 (Magnesio-ferri-fluoro-hornblende)
    - 苦土第二鉄普通角閃石 (Magnesio-ferri-hornblende)
    - フッ素苦土普通角閃石 (Magnesio-fluoro-hornblende)
    - 苦土普通角閃石 (Magnesio-hornblende)

  - パーガス閃石グループ (Pargasite Group)[14]
    - 愛媛閃石（クロムパーガス閃石） (Chromio-pargasite)
    - 塩素第一鉄パーガス閃石 (Ferro-chloro-pargasite)
    - フッ素第一鉄パーガス閃石 (Ferro-fluoro-pargasite)
    - 第一鉄パーガス閃石 (Ferro-pargasite)
    - フッ素パーガス閃石 (Fluoro-pargasite)
    - パーガス閃石 (Pargasite)
    - 塩素カリパーガス閃石 (Potassic-chloro-pargasite)
    - カリ第一鉄パーガス閃石 (Potassic-ferro-pargasite)
    - フッ素カリパーガス閃石 (Potassic-fluoro-pargasite)
    - カリパーガス閃石 (Potassic-pargasite)

  - 定永閃石グループ (Sadanagaite Group)[15]
    - フッ素第二鉄定永閃石 (Ferri-fluoro-sadanagaite)
    - 第二鉄定永閃石 (Ferri-sadanagaite)
    - フッ素第一鉄第二鉄定永閃石 (Ferro-ferri-fluoro-sadanagaite)
    - 第一鉄第二鉄定永閃石 (Ferro-ferri-sadanagaite)
    - フッ素第一鉄定永閃石 (Ferro-fluoro-sadanagaite)
    - 第一鉄定永閃石 (Ferro-sadanagaite)
    - フッ素定永閃石 (Fluoro-sadanagaite)
    - 塩素カリ定永閃石 (Potassic-chloro-sadanagaite)
    - カリ第二鉄定永閃石 (Potassic-ferri-sadanagaite)
    - 塩素カリ第一鉄定永閃石 (Potassic-ferro-chloro-sadanagaite)
    - カリ第一鉄第二鉄定永閃石 (Potassic-ferro-ferri-sadanagaite)
    - カリ第一鉄定永閃石 (Potassic-ferro-sadanagaite)
    - カリ定永閃石 (Potassic-sadanagaite)
    - 定永閃石 (Sadanagaite)

  - 透閃石-緑閃石グループ (Tremolite-actinolite Group)[16]
    - 緑閃石 (Actinolite)
    - 第一鉄緑閃石 (Ferro-actinolite)
    - フッ素第一鉄緑閃石 (Ferro-fluoro-actinolite)
    - フッ素透閃石 (Fluoro-tremolite)
    - 透閃石 (Tremolite)

  - チェルマク閃石グループ (Tschermakite Group)[17]
    - フッ素第二鉄チェルマク閃石 (Ferri-fluoro-tschermakite)
    - 第二鉄チェルマク閃石 (Ferri-tschermakite)
    - フッ素第一鉄第二鉄チェルマク閃石 (Ferro-ferri-fluoro-tschermakite)
    - 第一鉄第二鉄チェルマク閃石 (Ferro-ferri-tschermakite)
    - フッ素第一鉄チェルマク閃石 (Ferro-fluoro-tschermakite)
    - 第一鉄チェルマク閃石 (Ferro-tschermakite)
    - フッ素チェルマク閃石 (Fluoro-tschermakite)
    - チェルマク閃石 (Tschermakite)

#### グループ3
- ソーダ灰角閃石サブグループ (Sodium-Calcium Amphibole Subgroup)[18]
  - バロワ閃石グループ (Barroisite Group)[19]
    - バロワ閃石 (Barroisite)
    - 第二鉄バロワ閃石 (Ferri-barroisite)
    - フッ素第二鉄バロワ閃石 (Ferri-fluoro-barroisite)
    - 第一鉄バロワ閃石 (Ferro-barroisite)
    - 第一鉄第二鉄バロワ閃石 (Ferro-ferri-barroisite)
    - フッ素第一鉄第二鉄バロワ閃石 (Ferro-ferri-fluoro-barroisite)
    - フッ素第一鉄バロワ閃石 (Ferro-fluoro-barroisite)
    - フッ素バロワ閃石 (Fluoro-barroisite)

  - カトフォラ閃石グループ (Katophorite Group)[20]
    - フッ素第二鉄カトフォラ閃石 (Ferri-fluoro-katophorite)
    - 第二鉄カトフォラ閃石 (Ferri-katophorite)
    - フッ素第一鉄第二鉄カトフォラ閃石 (Ferro-ferri-fluoro-katophorite)
    - 第一鉄第二鉄カトフォラ閃石 (Ferro-ferri-katophorite)
    - フッ素第一鉄カトフォラ閃石 (Ferro-fluoro-katophorite)
    - 第一鉄カトフォラ閃石 (Ferro-katophorite)
    - フッ素カトフォラ閃石 (Fluoro-katophorite)
    - カトフォラ閃石 (Katophorite)
    - カリ第二鉄カトフォラ閃石 (Potassic-ferri-katophorite)
    - フッ素カリカトフォラ閃石 (Potassic-fluoro-katophorite)

  - リヒター閃石グループ (Richterite Group)[21]
    - フッ素鉄リヒター閃石 (Ferro-fluoro-richterite)
    - 鉄リヒター閃石 (Ferro-richterite)
    - フッ素リヒター閃石 (Fluoro-richterite)
    - カリ鉄リヒター閃石 (Potassic-ferro-richterite)
    - フッ素カリリヒター閃石 (Potassic-fluoro-richterite)
    - カリリヒター閃石 (Potassic-richterite)
    - リヒター閃石 (Richterite)

  - タラマ閃石グループ (Taramite Group)[22]
    - フッ素第二鉄タラマ閃石 (Ferri-fluoro-taramite)
    - 第二鉄タラマ閃石 (Ferri-taramite)
    - フッ素第一鉄第二鉄タラマ閃石 (Ferro-ferri-fluoro-taramite)
    - 第一鉄第二鉄タラマ閃石 (Ferro-ferri-taramite)
    - フッ素第一鉄タラマ閃石 (Ferro-fluoro-taramite)
    - 第一鉄タラマ閃石 (Ferro-taramite)
    - フッ素タラマ閃石 (Fluoro-taramite)
    - カリ第二鉄タラマ閃石 (Potassic-ferri-taramite)
    - カリ第一鉄タラマ閃石 (Potassic-ferro-taramite)
    - タラマ閃石 (Taramite)

  - ウィンチ閃石 (Winchite Group)[23]
    - フッ素第二鉄ウィンチ閃石 (Ferri-fluoro-winchite)
    - 第二鉄ウィンチ閃石 (Ferri-winchite)
    - フッ素第一鉄第二鉄ウィンチ閃石 (Ferro-ferri-fluoro-winchite)
    - 第一鉄第二鉄ウィンチ閃石 (Ferro-ferri-winchite)
    - フッ素第一鉄ウィンチ閃石 (Ferro-fluoro-winchite)
    - 第一鉄ウィンチ閃石 (Ferro-winchite)
    - フッ素ウィンチ閃石 (Fluoro-winchite)
    - ウィンチ閃石 (Winchite)

#### グループ4
- ソーダ角閃石サブグループ (Sodium Amphibole Subgroup)[24]
  - アルベゾン閃石グループ (Arfvedsonite Group)[25]
    - アルベゾン閃石 (Arfvedsonite)
    - フッ素アルベゾン閃石 (Fluoro-arfvedsonite)
    - 苦土アルベゾン閃石 (Magnesio-arfvedsonite)
    - フッ素苦土アルベゾン閃石 (Magnesio-fluoro-arfvedsonite)
    - カリアルベゾン閃石 (Potassic-arfvedsonite)
    - カリ苦土アルベゾン閃石 (Potassic-magnesio-arfvedsonite)
    - フッ素カリ苦土アルベゾン閃石 (Potassic-magnesio-fluoro-arfvedsonite)

  - エッケルマン閃石グループ (Eckermannite Group)[26]
    - エッケルマン閃石 (Eckermannite)
    - 第一鉄エッケルマン閃石 (Ferro-eckermannite)
    - フッ素第一鉄エッケルマン閃石 (Ferro-fluoro-eckermannite)
    - フッ素エッケルマン閃石 (Fluoro-eckermannite)
    - マンガニエッケルマン閃石（Mangani-eckermannite）
    - カリエッケルマン閃石 (Potassic-eckermannite)
    - 神津閃石（マンガノフェリエッケルマン閃石） (Mangano-ferri-eckermannite)[27]

  - 藍閃石グループ (Glaucophane Group)[28]
    - フッ素鉄藍閃石 (Ferro-fluoro-galucophane)
    - 鉄藍閃石 (Ferro-galucophane)
    - フッ素藍閃石 (Fluoro-galucophane)
    - 藍閃石 (Galucophane)

  - リーキ閃石グループ (Leakeite Group)[29]
    - フッ素第二鉄リーキ閃石 (Ferri-fluoro-leakeite)
    - 第二鉄リーキ閃石 (Ferri-leakeite)
    - フッ素第一鉄第二鉄リーキ閃石 (Ferro-ferri-fluoro-leakeite)
    - 第一鉄第二鉄リーキ閃石 (Ferro-ferri-leakeite)
    - フッ素第一鉄リーキ閃石 (Ferro-fluoro-leakeite)
    - 第一鉄リーキ閃石 (Ferro-leakeite)
    - フッ素リーキ閃石 (Fluoro-leakeite)
    - リーキ閃石 (Leakeite)
    - カリ第二鉄リーキ閃石 (Potassic-ferri-leakeite)
    - カリリーキ閃石 (Potassic-leakeite)
    - カリマンガンリーキ閃石 (Potassic-mangani-leakeite)

  - ニューボー閃石グループ (Nybøite Group)[30]
    - フッ素第二鉄ニューボー閃石 (Ferri-fluoro-nybøite)
    - 第二鉄ニューボー閃石 (Ferri-nybøite)
    - フッ素第一鉄第二鉄ニューボー閃石 (Ferro-ferri-fluoro-nybøite)
    - 第一鉄第二鉄ニューボー閃石 (Ferro-ferri-nybøite)
    - フッ素第一鉄ニューボー閃石 (Ferro-fluoro-nybøite)
    - 第一鉄ニューボー閃石 (Ferro-nybøite)
    - フッ素ニューボー閃石 (Fluoro-nybøite)
    - ニューボー閃石 (Nybøite)

  - リーベック閃石グループ (Riebeckite Group)[31]
    - フッ素リーベック閃石 (Fluoro-riebeckite)
    - フッ素苦土リーベック閃石 (Magnesio-fluoro-riebeckite)
    - 苦土リーベック閃石 (Magnesio-riebeckite)
    - リーベック閃石 (Riebeckite)

#### グループ5
- リチウム角閃石サブグループ (Lithium Amphibole Subgroup)[32]
  - 単斜ホルムクヴィスト閃石グループ (Clino-holmquistite Group)[33]
    - フッ素第二鉄単斜ホルムクヴィスト閃石 (Clino-ferri-fluoro-holmquistite)
    - 第二鉄単斜ホルムクヴィスト閃石 (Clino-ferri-holmquistite)
    - フッ素第一鉄第二鉄単斜ホルムクヴィスト閃石 (Clino-ferro-ferri-fluoro-holmquistite)
    - 第一鉄第二鉄単斜ホルムクヴィスト閃石 (Clino-ferro-ferri-holmquistite)
    - フッ素第一鉄単斜ホルムクヴィスト閃石 (Clino-ferro-fluoro-holmquistite)
    - フッ素単斜ホルムクヴィスト閃石 (Clino-fluoro-holmquistite)
    - 単斜ホルムクヴィスト閃石 (Clino-holmquistite)

  - ホルムクヴィスト閃石グループ (Holmquistite group)
    - 第二鉄ホルムクヴィスト閃石 (Ferri-holmquistite)
    - 第一鉄第二鉄ホルムクヴィスト閃石 (Ferro-ferri-holmquistite)
    - 第一鉄ホルムクヴィスト閃石 (Ferro-holmquistite)
    - リチア閃石（ホルムクヴィスト閃石） (Holmquistite)

  - ペドリサ閃石グループ (Pedrizite Group)[34]
    - フッ素第二鉄ペドリサ閃石 (Ferri-fluoro-pedrizite)
    - 第二鉄ペドリサ閃石 (Ferri-pedrizite)
    - フッ素第一鉄第二鉄ペドリサ閃石 (Ferro-ferri-fluoro-pedrizite)
    - 第一鉄第二鉄ペドリサ閃石 (Ferro-ferri-pedrizite)
    - フッ素第一鉄ペドリサ閃石 (Ferro-fluoro-pedrizite)
    - 第一鉄ペドリサ閃石 (Ferro-pedrizite)
    - フッ素ペドリサ閃石 (Fluoro-pedrizite)
    - ペドリサ閃石 (Pedrizite)

### 直閃石グループ
- 直閃石 (Anthophyllite)
- 鉄直閃石 (Ferro-anthophyllite)
- プロト直閃石 (Proto-anthophyllite)
- プロト鉄直閃石 (Proto-ferro-anthophyllite)
- プロトマンガノ鉄直閃石 (Proto-mangano-ferro-anthophyllite)

### カールスート閃石グループ
- 第二鉄カールスート閃石 (Ferri-kaersutite)
- 第一鉄カールスート閃石 (Ferro-kaersutite)
- カールスート閃石 (Kaersutite)
- 第一マンガン第二マンガンウンガレッティ閃石 (Mangano-mangani-ungarettiite)[35]

## 産出地
角閃石類は一般的な造岩鉱物であり、様々なところに広く分布している。角閃石の中でもっとも多く産出するのは普通角閃石（苦土普通角閃石または第一鉄普通角閃石）であり、「角閃石黒雲母花崗岩」や「角閃石安山岩」などの岩石名における「角閃石」は、普通角閃石を指す場合がほとんど。安山岩や斑れい岩などの中性～塩基性の火成岩に多く含まれる。緑色片岩や角閃岩などといった変成岩中にもよく見られ、上記の普通角閃石の他、緑閃石（アクチノ閃石）、透閃石などが多く含まれる。
日本産新鉱物として、神津閃石（Mangano-ferri-eckermannite、1969年）、カリ第一鉄定永閃石（Potassic-ferro-sadanagaite、1984年）、カリ定永閃石（Potassic-sadanagaite、1984年）、定永閃石（Sadanagaite、1997年）、プロト鉄直閃石（Proto-ferro-anthophyllite、1998年）、プロトマンガノ鉄直閃石（Proto-mangano-ferro-anthophyllite、1998年）、カリ第二鉄リーキ閃石（Potassic-ferri-leakeite、2003年）、プロト直閃石（Protoanthophyllite、2003年）、愛媛閃石（Chromio-pargasite、2011年）、カリ第二鉄定永閃石（Potassic-ferri-sadanagaite、2012年再定義）、第一鉄第二鉄ホルムクヴィスト閃石 (Ferro-ferri-holmquistite、2022年)、第二マンガンエッケルマン閃石（Mangani-eckermannite、2023年）の12種がある。

## 性質・特徴
色は、無色・緑色・褐色・青色などで、ガラス光沢を持つ。単斜晶系または斜方晶系で、自形結晶は長柱状である。結晶形は輝石によく似るが、約120°で交わる2方向のへき開で区別される（輝石は約90°）。比重3.0～3.5。モース硬度5～6。

## サイド・ストーリー
1797年、ルネ＝ジュスト・アユイによって命名された。彼は「不確かな」とか「あいまいな」の意味だと述べているが、語源となったギリシャ語の amphíbolos (ἀμφίβολος)は「二重の意味」を意味する。アユイが定義した「Amphibole」には透閃石、緑閃石、普通角閃石などが含まれていたが、これは組成、形状が多様であることを暗示したものとされる。
日本では、明治初年、佐沢太郎により「陰精石」と訳されたことがある（1879年）が、hornblende と同じ角閃石の字をあてたのは小藤文次郎（1884年）である。